# Чебоксарский ликёро-водочный завод
Чебокса́рский ликёро-во́дочный заво́д (ЧЛВЗ) — российское предприятие-производитель алкогольной продукции, расположенное в городе Чебоксары столице Чувашской Республики. Одно из старейших предприятий города.

## История

### До 1917 года
21 апреля 1898 года Управляющий акцизными сборами Казанской губернии писал С.Ю. Витте: «Один из предполагаемых винных складов, по моим соображениям, должен быть устроен в городе Чебоксары».
Предприятие было основано в 1899 году как «Казённый винный склад №3». В Казанской губернии было три таких склада: в Казани, Чистополе и в Чебоксарах. Склад находился в подчинении губернского акцизного управления Министерства финансов Российской империи.
Датой рождения завода считается 6 августа 1899 года: тогда состоялась торжественная закладка завода «на Старой горе, по Большому Московскому тракту в Чебоксарах», будущий завод был освящён священнослужителями Введенского, Никольского и Вознесенского соборов города Чебоксары. 
В декабре 1900 года постановлением управляющего акцизными сборами назначен директор строящегося предприятия — титулярный советник Пётр Андреевич Агафонов. Акт приёмки Казённого винного склада был подписан 10 июня 1901 года. 
В начале XX века казённый винный склад №3 был самым крупным предприятием Чебоксар. В год открытия (1901) произвёл 120812 вёдер винных изделий<. Имел 2 паровые машины мощностью 23 л. с., 2 динамо-машины, ректификационные аппараты, большие ёмкости и другое оборудование; моечное, разливочное, упаковочное, отпускное, посудное помещения и др. При складе были пекарня, столовая, приёмный покой с врачом и фельдшером; действовали библиотека-читальня, воскресная школа, хор и оркестр балалаечников из рабочих. Для рабочих устраивались танцевальные, литературно-вокально-музыкальные вечера, для их детей — новогодние праздники. 
В 1913 году в порядке расширения производства осуществляется надстройка (хозспособом) второго этажа приёмного пункта с устройством водопровода и канализации:90. 
В 1913 году Чебоксарский казённый винный склад №3 произвёл 346638 вёдер винных изделий, в 1914 году произвёл 480 тысяч вёдер вина и спирта. В том году на складе было занято 75 постоянных и 110 временных рабочих:167. 
В 1914—1926 годах предприятие не работало: в 1914 году в связи с введением сухого закона склад приостановил работу и был законсервирован; часть его оборудования и имущества отправлена на Казанский газовый завод и Нижегородский казённый винный склад; большая часть персонала уволена или мобилизована в армию. 
В 1917 году на предприятии работало 19 человек; в случае необходимости привлекались временные рабочие. В годы Первой мировой войны склад отпускал клиентам спирт и вино по специальным разрешениям губернского управляющего акцизными сборами (основным потребителем являлся Казанский пороховой завод). 
8 октября 1914 года в пустующих производственных помещениях предприятия Чебоксарский объединённый земский и городской союз открыл госпиталь на 110 человек, в котором к 1 марта 1916 года получили лечение 514 раненых воинов. 
10 октября 1917 года, по примеру Демократического совещания, прошедшего в Петрограде 14–22 сентября 1917 года, в помещении винного склада заседало уездное демократическое совещание, которое утвердило чувашский национальный список кандидатов в Учредительное собрание и выразило поддержку Временному правительству, в марте 1918 года в помещении склада прошёл Чебоксарский уездный крестьянский съезд. Позже помещение склада реквизировал Чебоксарский волостной земельный комитет. 

### Советский период
В 1926 году завод был национализирован.

### После 1991 года
Предприятие включено в «Перечень крупных, экономически или социально значимых организаций Чувашской Республики на 2008 год».
Ранее ликёро-водочный завод «Чебоксарский» был филиалом ОАО «Росспиртпром». По решению ОАО «Росспиртпром» в ноябре 2010 года производство было законсервировано, имущественный комплекс завода реализован через открытый аукцион.
Общество с ограниченной ответственностью «Чебоксарский ликеро-водочный завод» зарегистрировано 24 октября 2016 года. В мае 2017 года заводом получена лицензия на производство, хранение и поставку произведённой алкогольной продукции. Для возобновления производства проведена реконструкция.
Владелец — Мешков, Олег Вадимович.

## Архитектура
Историческая часть здания состоит из объёмов разной высоты, объединённых в асимметричное строение с наибольшей протяжённостью по линии, перпендикулярной улице Константина Иванова. Основная часть здания — производственный корпус — представляет собой симметрично расположенные два корпуса, соединённые одноэтажным объёмом-перемычкой. Находящийся справа корпус — двухэтажный, слева — трёхэтажный с аттиковым этажом. За высоким цоколем расположен подвальный этаж. Планировка помещений решена с максимальным учётом технологии изготовления ликёроводочной продукции, кладка стен из тёмно-красного кирпича, лицевая.
Декоративное убранство фасадов характерно для периода эклектики того времени. Декор состоит из рельефных,
выложенных из кирпича деталей фасадов и оригинальных по форме ярко выраженных аттиков с люкарнами. Оконные проёмы полуциркульные, с замковыми камнями. 

## Связанные компании
- ОАО "Букет Чувашии"
- ЗАО "Агро-Инвест"